# Episodi di Crimini misteriosi
La prima e unica stagione della serie televisiva Crimini misteriosi è stata trasmessa in anteprima negli Stati Uniti d'America dalla NBC tra il 3 febbraio 1989 e il 14 aprile 1989.
| nº | Titolo originale                                | Titolo italiano | Prima TV USA     | Prima TV Italia |
| -- | ----------------------------------------------- | --------------- | ---------------- | --------------- |
| 1  | White Bone Demon                                |                 | 3 febbraio 1989  |                 |
| 2  | Silent Stalker                                  |                 | 10 febbraio 1989 |                 |
| 3  | Clean Slate                                     |                 | 17 febbraio 1989 |                 |
| 4  | Daddy Dearest                                   |                 | 4 marzo 1989     |                 |
| 5  | And They Swam Right Over the Dam                |                 | 10 marzo 1989    |                 |
| 6  | And the Dead Shall Rise to Condem Thee (Part 1) |                 | 31 marzo 1989    |                 |
| 7  | And the Dead Shall Rise to Condem Thee (Part 2) |                 | 7 aprile 1989    |                 |
| 8  | Burn Out                                        |                 | 14 aprile 1989   |                 |